# آنت هانسون
آنت هانسون (انگلیسی: Anette Hansson؛ زادهٔ ۲ مهٔ ۱۹۶۳) بازیکن فوتبال اهل سوئد است.
از باشگاه‌هایی که در آن بازی کرده‌است می‌توان به باشگاه فوتبال روزنگرد اشاره کرد.
وی همچنین در تیم ملی فوتبال زنان سوئد بازی کرده‌است.